# Фантанеле (Радован)
Фантанеле (рум. Fântânele) насеље је у Румунији у округу Долж у општини Радован. Oпштина се налази на надморској висини од 103 m.

## Становништво
Према подацима из 2011. године у насељу је живело 194 становника.